# Randolph Ross
Pour les articles homonymes, voir Ross.
Randolph Ross (né le 1er janvier 2001 à Raleigh) est un athlète américain spécialiste du 400 mètres.

## Biographie
Il est le fils de l'ancien hurdleur Duane Ross qui est par ailleurs son entraineur.
Étudiant à l'Université agricole et technique d'État de Caroline du Nord, il remporte le titre du 400 mètres lors des Championnats NCAA 2021 dans le temps de 43 s 85, signant la treizième meilleure performance mondiale de tous les temps sur cette distance.
Il se classe ensuite troisième du 400 mètres aux Sélections olympiques américaines d'athlétisme 2020 à Eugene dans le temps de 44 s 74, obtenant sa qualification pour les Jeux olympiques de Tokyo sur 400 m et au titre du relais 4 × 400 mètres.
Le 16 juillet 2022, il est suspendu des championnats du monde pour « falsification de procédure antidopage » après s'être soustrait à un contrôle le 18 juin et ne peut ainsi concourir à l'épreuve du 400 mètres.

## Records
| Épreuve | Temps   | Lieu   | Date         |
| ------- | ------- | ------ | ------------ |
| 400 m   | 43 s 85 | Eugene | 11 juin 2021 |